# Фарнабаз I
Фарнабаз I (*д/н — бл. 430 до н. е.) — державний діяч Перської держави часів Ахеменідів.

## Життєпис
Походив з роду Фарнакідів, гілки династії Ахеменідів. Про нього відомо вкрай замало. За різними версіями був сином сатрапа Артабаза I або його молодшим братом. Втім більшість дослідників схиляються до першої версії. Ймовірно проходив службу під орудою батька, якого близько 449 року до н. е. змінив на посаді сатрапа Геллеспонтської Фригії. Цим зміцнено династичний принцип обіймання цієї посади.
Про діяльність Фарнабаза I як сатрапа також недостатньо відомостей. Його у 430 році до н. е. змінив син або небіж Фарнак II.

## Родина
- Фарнак, сатрап Геллеспонтської Фригії
- Сузамитра, відомий один з учасників вбивства афінського діяча Алківіада